# Myrpärlemorfjäril
Myrpärlemorfjäril, Boloria aquilonaris, är en orange fjäril mönstrad med brunsvarta fläckar. Den förekommer på myrar och kärrmarker. Myrpärlemorfjärilens larver äter bland annat tranbär.

## Utseende

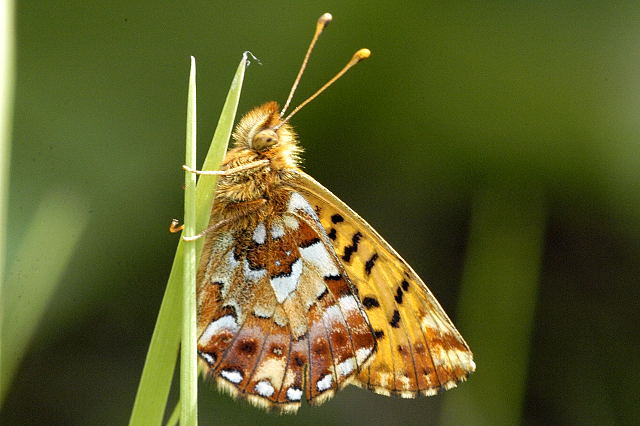
Undersidan på myrpärlemorfjäril.

Vingspannet varierar mellan 29 och 37 millimeter, på olika individer. Hanen och honan är lika varandra. Vingens ovansida är orange med brunsvarta fläckar. Mot ytterkanten är fläckarna små och rundade men längre in på vingen mer utsträckta och oregelbundna och här bildas tvärgående tandade linjer. Undersidan på framvingen är också orange med strödda brunsvarta fläckar, och framhörnet och ytterkanten är mönstrade med ljusbruna och gula fält. Bakvingens undersida är mönstrad med oregelbundna fält i ljusbruna, orange och gula nyanser samt i vitt.
Larven är mörkt gråsvart med ljusgula eller brungula taggar. Den blir upp till 30 millimeter lång.

## Levnadssätt
Denna fjäril, liksom alla andra fjärilar, genomgår under sitt liv fyra olika stadier; ägg, larv, puppa och fullvuxen (imago). En sådan förvandling kallas för fullständig metamorfos.
Flygtiden, den period när fjärilen är fullvuxen, infaller i juni-juli, i norra delen av utbredningsområdet även in i augusti. Under flygtiden parar sig fjärilarna och honan lägger äggen på larvens värdväxter, de växter larven lever på och äter av. Dessa är för myrpärlemorfjärilen framför allt tranbär, men även rosling och arter i blåbärssläktet.
När larven kläcks ur ägget äter den inget utan övervintrar för att börja äta våren därpå. Efter ett par månader har den vuxit färdigt och då förpuppas den. Efter två till tre veckor kläcks den fullbildade fjärilen ur puppan och en ny flygtid börjar.

### Habitat
Fjärilens habitat, den miljö den lever i, är på mossar, myrar och kärrmarker.

## Utbredning
Myrpärlemorfjärilens utbredningsområde sträcker sig från centrala och norra Europa genom norra Ryssland, västra och centrala Sibirien samt Kazakstan och Altaj till Amurområdet. I Norden förekommer den i hela Finland, i stora delar av Danmark och Norge och i hela Sverige utom på Öland och Gotland.